# Франсіско Варгас
Франсіско Хав'єр Варгас (ісп. Francisco Javier Vargas Pelaez; нар. 25 грудня 1984; Мехіко, Мексика) — мексиканський боксер-професіонал. Колишній чемпіон світу у другій напівлегкій вазі за версією WBC (2015 — 2017).

## Любительська кар'єра

### Панамериканські ігри 2003
Виступав у вазі до 60 кг. У першому бою переміг американця Карла Даргана з рахунком 19-18. У півфіналі програв пуерторіканцеві Алексу де Хесусу з рахунком 6-26. Варгас став бронзовим призером турніру.

### Ігри Центральної Америки і Карибського басейну 2006
Виступав у вазі до 60 кг. У чвертьфіналі програв кубинцеві Йорденісу Угасу з рахунком 7-14.

### Панамериканські ігри 2007
Виступав у вазі до 57 кг. У 1-му раунді змагань переміг чилійця Крістіана Морено Алонсо з рахунком 11-10. У чвертьфіналі програв бразильцю Даві Соузі з рахунком 13-16.

### Чемпіонат світу 2007
Виступав у вазі до 60 кг. У першому раунді змагань програв поляку Кшиштофу Шоту з рахунком 20-28. 

### Олімпійські ігри 2008
Представляв збірну Мексики. Виступав в легкій вазі (до 60 кг). У 1-му раунді змагань переміг Жана де Дью Солоньяіну (Мадагаскар) з рахунком 9-2. У 2-му раунді програв Джорджану Попеску (Румунія) з рахунком 4-14. 

### Чемпіонат світу 2009
Виступав у вазі до 60 кг. В 1/16 фіналу програв південнокорейцю Хан Сун Чхолю з рахунком 5-12.

## Професіональна кар'єра
Дебютував на професійному рингу 12 березня 2010 року, здобувши перемогу за очками.
13 грудня 2013 переміг за очками американця Джері Бельмонтеса.
8 березня 2014 переміг за очками пуерторіканця Абнера Котто.
12 липня 2014 року здобув дострокову перемогу над екс-чемпіоном світу в двох вагових категоріях пуерторіканцем Хуаном Мануелем Лопесом. Після 3-го раунду кут Лопеса відмовився від продовження бою.
12 березня 2015 року нокаутував у 8-му раунді австралійця Вілла Томлінсона.

### Чемпіонський бій зТакасі Міура
21 листопада 2015 року вперше в кар'єрі вийшов на бій за титул чемпіона світу. Суперником Варгаса став чемпіон WBC у другій напівлегкій вазі японець Такасі Міура . У першому ж раунді Варгас потряс чемпіона, але той вистояв. В 4-му раунді мексиканець опинився в нокдауні. Ініціатива в бою переходила до Міури. Праве око Франсіско почало закриватися через розсічення та гематоми. У 9-му раунді претендент потряс чемпіона і відправив у важкий нокдаун. Міура піднявся. Варгас продовжував атаки, намагаючись добити суперника. Рефері зупинив бій, зафіксувавши перемогу Варгаса технічним нокаутом. Варгас став новим чемпіоном світу WBC. 1 січня 2016 року телеканал ESPN визнав цей поєдинок «Боєм року» (2015). Франсіско, в свою чергу, назвав цей бій найскладнішим у своїй кар'єрі. У січні 2016 року це протистояння було оголошено «Бій року» (2015) за версією журналу «Ринг» і Всесвітньої боксерської ради (WBC).

### Бій зОрландо Салідо
На 4 червня 2016 року було заплановано бій проти екс-чемпіона світу в двох вагових категоріях мексиканця Орландо Салідо. В кінці квітня 2016 року стало відомо, що Варгас здав позитивний допінг-тест на кленбутерол. Це було добровільне тестування, що проводилося перед боєм з Салідо. Сам Варгас заявив, що тест дав такий результат через вживання м'яса в Мексиці, де кленбутерол використовується як добавка до корму для худоби. В середині травня 2016 року віце-президент промоутерської компанії Golden Boy Promotions, яка представляла інтереси Варгаса, Ерік Гомес повідомив, що два повторних допінг-тесту дали негативний результат. Поєдинок в підсумку відбувся. Бій, що вийшов напруженим і видовищним, тривав усі 12 раундів. Один суддя виставив рахунок 115—113 на користь Варгаса. Двоє інших суддів порахували, що була нічия — 114—114. Таким чином, була оголошена нічия і чемпіон зберіг свій титул. Поєдинок Варгас - Салідо визнаний найкращим боєм 2016 року за версією журналу The Ring і за версією WBC.

### Бій зМігелем БерчельтомI
28 січня 2017 року зустрівся з тимчасовим чемпіоном світу за версією WBO у другій напівлегкій вазі мексиканцем Мігелем Берчельтом. З першого ж раунду бійці почали розмінюватися ударами. У 2-му раунді Берчельт потряс Варгаса декількома важкими ударами, але чемпіон вистояв і повернувся в бій. В 4-му раунді над лівим оком Варгаса утворилося сильне розсічення. Поєдинок проходив у взаємних атаках. Вдалі моменти були у обох спортсменів, але претендент потрапляв частіше і його удари виглядали важчими. До того ж, Франсіско заважала кров, яка текла з розсічення і закривала огляд. Чемпіон пропускав все більше жорстких ударів. У 11-му раунді, після чергової успішної атаки Берчельта, рефері зупинив поєдинок. Варгас зазнав першої поразки в кар'єрі, а Берчельт став новим чемпіоном світу.

### Бій з Мігелем Берчельтом II
Провівши два переможних поєдинки проти американців Стівена Сміта і Рода Салка Франсіско Варгас11 травня 2019 року зустрівся у реванші з чемпіоном світу WBC Мігелем Берчельтом. Їх другий поєдинок очікувано пройшов так як і перший — активно з обох сторін з великою кількістю ударів, але Берчельт був більш переконливим. Після 6 раунду в цілому одностороннього бою кут Варгаса вирішив припинити бій. RTD 6. Берчельт захистив свій титул чемпіона.
19 жовтня 2019 року Варгас дебютував у легкій вазі, здобувши непросту перемогу над співвітчизником Ізекілем Авілесом.

### Таблиця боїв
| 27 Перемог (19 нокаутом, 8 за рішення суддів), 5 Поразки (3 нокаутом), 2 нічиї |        |                                |        |               |                   |                                                               |                                                                              |
| Результат                                                                      | Рекорд | Суперник                       | Спосіб | Раунд, час    | Дата              | Місце проведення                                              | Примітки                                                                     |
| Поразка                                                                        | 27-5-2 | Гільєрмо Авіла Годінес (19-12) | SD     | 10            | 18 листопада 2022 | Centro Civico de Ecatepec, Екатепек-де-Морелос                |                                                                              |
| Поразка                                                                        | 27-4-2 | Хосе Валенсуела (11-0)         | KO     | 1 (10)        | 16 квітня 2022    | AT&T Стедіум, Арлінгтон, Техас                                | Бій за титул чемпіона WBC Continental Americas в легкій вазі                 |
| Поразка                                                                        | 27-3-2 | Ісаак Крус (21-1-1)            | UD     | 10            | 19 червня 2021    | Toyota Center, Х'юстон, Техас                                 |                                                                              |
| Перемога                                                                       | 27-2-2 | Отто Гамес (19-3)              | TKO    | 3 (10)        | 20 листопада 2020 | Plaza Las Americas, Мехіко                                    |                                                                              |
| Перемога                                                                       | 26-2-2 | Ізекіль Авілес (16-4-3)        | TD     | 9 (10)        | 19 жовтня 2019    | Gimnasio Rodrigo M. Quevedo, Чіхуахуа                         |                                                                              |
| Поразка                                                                        | 25-2-2 | Мігель Берчельт (35-1-0)       | RTD    | 6 (12)        | 11 травня 2019    | Convention Center, Тусон, Аризона                             | Бій за титул чемпіона WBC в другій напівлегкій вазі (5-й захист Берчельта)   |
| Перемога                                                                       | 25-1-2 | Род Салка (24-4-0)             | RTD    | 6 (10)        | 12 квітня 2018    | Fantasy Springs Casino, Індіо, Каліфорнія                     |                                                                              |
| Перемога                                                                       | 24-1-2 | Стівен Сміт (25-3-0)           | TD     | 9 (10)        | 9 грудня 2017     | Mandalay Bay Hotel & Casino, Events Center, Лас-Вегас, Невада |                                                                              |
| Поразка                                                                        | 23-1-2 | Мігель Берчельт (30-1-0)       | KO     | 11 (12), 2:09 | 28 січня 2017     | Fantasy Springs Casino, Індіо, Каліфорнія                     | Втратив титул чемпіона WBC в другій напівлегкій вазі. (2-ий захист Варгаса). |
| Нічия                                                                          | 23-0-2 | Орландо Салідо (43-13-3)       | MD     | 12            | 4 червня 2016     | Стабхаб Сентер, Карсон, Каліфорнія                            | Захистив титул чемпіона WBC в другій напівлегкій вазі (1-ий захист Варгаса). |
| Перемога                                                                       | 23-0-1 | Такасі Міура (29-2-2)          | TKO    | 9 (12), 1:31  | 21 листопада 2015 | Mandalay Bay Hotel & Casino, Events Center, Лас-Вегас, Невада | Виграв титул чемпіона WBC в другій напівлегкій вазі (5-ий захист Міури).     |